# Azzan bin Qais
Azzan bin Qais (in arabo الإمام عزان بن قيس‎?; Mascate, ... – Matrah, 30 gennaio 1871) è stato sultano di Mascate e Oman dal 1868 al 1871.

## Biografia
Azzan bin Qais nacque a Mascate ed era imparentato con la famiglia regnante.
Venne educato privatamente.
Nel 1861 succedette al padre nell'ufficio di governatore di Rustaq.
Nel 1864 si ribellò contro il sultano Salim bin Thuwaini, suo cugino e marito di sua sorella, aiutato e incoraggiato dai wahhabiti dell'emirato di Najd.
Nell'ottobre del 1868 sconfisse il sovrano. Unì le sue forze con quelle dello sceicco Sa'id bin Khalifa di Abu Dhabi, sconfisse i wahhabiti e si riprese l'oasi di Al-Buraimi, il 18 giugno 1869. Il 10 agosto di quell'anno ricevette il titolo di imam. Sebbene fosse stato accettato da una parte significativa della tribù Hinawai, i suoi successivi tentativi di sottomettere le tribù interne gli alienarono il consenso del clan Ghafiri, che istigò una rivolta generale contro di lui nel 1870. Allo stesso tempo suo zio Turki bin Sa'id ottenne il sostegno politico e finanziario dei suoi parenti del sultanato di Zanzibar, così come degli inglesi e raccolse un esercito di beluci e di membri delle tribù lealiste. Assunse la guida della rivolta contro Azzan. Questi fu sconfitto in battaglia a Dhank.
Morì in battaglia contro Sayyid Turki sulle mura di Matrah il 30 gennaio 1871.